# Хуанчуань
Хуанчуа́нь (кит. упр. 潢川, пиньинь Huángchuān) — уезд городского округа Синьян провинции Хэнань (КНР). Название уезда означает «река Хуан»; он назван в честь протекающей через него реки Хуанхэ (приток реки Хуайхэ).

## История
При империи Западная Хань в этих местах был образован уезд Иян (弋阳县), подчинённый округу Жунань (汝南郡). При империи Восточная Хань уезд был в 26 году преобразован в удельное владение Иян (弋阳侯国). В эпоху Троецарствия эти места вошли в состав царства Вэй, и уезд Иян стал местом размещения властей округа Иян (弋阳郡), которому подчинялось четыре уезда.
При империи Северная Ци уезд был в 570 году переименован в Динчэн (定城县), оставаясь при этом местом размещения властей округа Иян. В 579 году эти места были захвачены войсками Северной Чжоу, и округ Иян был переименован в Хуайнань (淮南郡). При империи Суй в 583 году округ был расформирован, и уезд перешёл в подчинение области Гуанчжоу (光州). В 607 году область Гуанчжоу была переименована в округ Иян.
При империи Тан в 620 году округ Иян вновь стал областью Гуанчжоу, и из неё была выделена область Сяньчжоу (弦州), власти которой разместились в Динчэне. В 627 году область Сяньчжоу была расформирована, и уезд опять вошёл в состав области Гуанчжоу. В 712 году власти области Гуанчжоу переехали в Динчэн. В 742 году область Гуанчжоу была опять переименована в округ Иян, но в 758 году округ Иян вновь стал областью Гуанчжоу.
При империи Сун в 1119 году область Гуанчжоу была преобразована в Гуаншаньский военный округ (光山军), но вскоре он снова стал областью Гуанчжоу. В 1158 году из-за практики табу на имена в связи с тем, что иероглиф «гуан» входил в личное имя наследника престола, область была переименована в Цзянчжоу (蒋州).
После монгольского завоевания в 1293 году область была преобразована в Жунинскую управу (汝宁府), власти которой опять же разместились в Динчэне.
При империи Мин уезд Динчэн был в 1368 году расформирован, а его земли перешли под непосредственное управление властей области Гуанчжоу. При империи Цин область Гуанчжоу была в 1724 году поднята в статусе до «непосредственно управляемой» (то есть стала подчиняться напрямую властям провинции, минуя промежуточное звено в виде управы). После Синьхайской революции в Китае была проведена реформа административного деления, и в 1913 году области были упразднены; на землях, ранее напрямую подчинявшихся властям области Гуанчжоу, был создан уезд Хуанчуань.
В 1949 году был образован Специальный район Хуанчуань (潢川专区), и уезд вошёл в его состав. В 1952 году Специальный район Хуанчуань был присоединён к Специальному району Синьян (信阳专区). В 1970 году Специальный район Синьян был переименован в Округ Синьян (信阳地区).
В 1998 году постановлением Госсовета КНР были расформированы округ Синьян, уезд Синьян и город Синьян, и был образован городской округ Синьян.

## Административное деление
Уезд делится на 4 уличных комитета, 9 посёлков и 8 волостей.